# 龙华车辆段
龙华车辆段是深圳地铁4號綫的车辆段，簡稱「龍廠」。车辆段位于中國廣東省深圳市龍華區大浪街道南侧和平路与布龙路交汇处（和平路1000號），东近龙华街道，南接民治街道，西邻羊台山。
车辆段其定位为港铁（深圳）公司全功能的车辆基地（含大架修、港鐵（深圳）總部大樓、車務控制中心和主变电站）。车辆段占地17公顷，可停放28抽6卡列车，且在核心區同步建造了8公顷的物业发展平台，单车占地面积综合指标仅为675平方米。平台上预留了物业发展建筑物基础及管线沟槽，并建有6号线横穿平台的轨道基础。然而6号线改线后，此预留结构已不会使用。

## 設施
车辆段在国内首次采用密集式维修工艺，综合维修车间与检修库合建，设电机楼，服务于检修库。车辆段首次不设牵出线，不设运用库，停车线露天停放。检修库采用波浪形屋顶，通风、采光效果良好。检修库国内首次设“点冷”空调，有效改善了工人的工作环境。

### 泊位
本廠設有合共36條軌道，其中14條用作停泊列車（而每條軌道可泊兩列列車），並有四分之三為露天區域。

### 檢修庫
本廠另有20條軌道為檢修用軌道，全部設於室內，其中絕大部分均在8公頃混凝土基座內，軌道末端設於波浪形頂棚下。

### 35及36號軌道機務段
而檢修庫內的35及36號軌道，原先亦是檢修用軌道，已於2017年改建成機務段，以停泊工程車及置放工程物料。

### 車務控制中心
4號線的車務控制中心設於廠內港鐵（深圳）總部大樓低層，負責本廠及4號線運作；而2020年4號線的車務運作改由深鐵的深雲控制中心（NOCC）负责。

## 上蓋物業

### 一期-薈港尊邸
一期項目名為薈港尊邸（宣傳用名為天頌），由港鐵物業發展（深圳）有限公司發展，梁黃顧建築師（香港）事務所有限公司設計。佔地89,000平方米，規劃建築面積206,000平方米，其中住宅建築面積190,000平方米，而商業建築面積10,000平方米。本項目由第一期8座低座住宅及第二期9座高層住宅組成。為提升住宅質素，港鐵特地舉辦雕塑比賽，勝出的作品會放在物業內展示。為促銷樓盤，港鐵亦在東鐵綫車廂及沿線車站刊登廣告。

### 二期
目前第二期上蓋發展項目尚未發展，但已預留道路及上蓋鋼筋基礎，方便日後發展；而該預留道路目前是進出薈港尊邸平台的唯一通道。